# شینیگامی: شیبیتو مگایر
شکارچی روح: نشانه مرگ ۲ (شناخته شده در ژاپن تحت عنوان شینیگامی: شیبیتو مگایر) یک بازی ویدئویی ماجراجویی ترسناک است که توسط استودیو اکسپری‌ینس ساخته و منتشر شده‌است. این بازی در ۱ دسامبر ۲۰۲۲، در ژاپن برای کنسول‌های نینتندو سوئیچ و پلی‌استیشن ۴ منتشر شد، و همچنین قرار است توسط آکسیس گیم در سال ۲۰۲۳، برای پلتفرم‌های مذکور بعلاوه مایکروسافت ویندوز در سراسر جهان منتشر شود. این سومین بازی از مجموعه شکارچی روح است و پس از دو نسخه قبلی این مجموعه (شکارچی روح: نشانه مرگ و شکارچی روح: خوب نیست) منتشر می‌شود. داستان بازی در حومه توکیو اتفاق می‌افتد و بازیباز نقش یاشیکی کازوئو را بر عهده دارد. او استخدام می‌شود تا در نقش یک معلم، مدرسه‌ای که حوادث وحشتناکی هر ده سال یک‌بار در آن‌جا اتفاق می‌افتد را بررسی کند. بازیباز به همراه تعدادی از شخصیت‌ها، مناطق را در یک دید از کنار بررسی می‌کند. آن شخصیت‌ها تعیین می‌کنند که بازیباز به کدام مکان‌ها دسترسی داشته باشد. بازی از طریق یک کمپین سرمایه‌گذاری جمعی تأمین مالی شده‌است و همانند بازی‌های قبلی این مجموعه یک بازی ماجراجویی است، اما عناصری از بازی‌های نقش آفرینی رومیزی را نیز در خود جای داده‌است.

## گیم پلی
شینیگامی: شیبیتو مگایر یک بازی ماجراجویی است که در آن بازیباز، محیط بازی را از طریق دید از کنار بررسی می‌کند. تحقیقات همراه با یکی از چندین شخصیت همکار در بازی انجام می‌شود. بسته به این‌که کدام شخصیت انتخاب شود، بازیباز به مکان‌ها و آیتم‌های مختلف دسترسی پیدا می‌کند. هر شخصیت دارای مجموعه ای از اطلاعات است، که باتوجه به نوع شخصیت بازیباز می‌تواند افزایش یابد. این اطلاعات برای تأثیرگذاری بر شرایطی که در موقعیت‌های خطرناک قرار می‌گیرید کاربردی هستند، مانند زمانی که توسط یک روح مورد حمله قرار می‌گیرید، از سیستمی به نام قانون تعلیق می‌توان استفاده کرد.

## داستان
داستان شینیگامی: شیبیتو مگایر در حومه شهری به‌نام اچ در توکیو اتفاق می‌افتد و حول محور آکادمی کونوهارا می‌چرخد، جایی که هر ده سال یکبار اتفاقات وحشتناکی در آن رخ می‌دهد. پلیس قادر به توضیح این حوادث نیست و آن‌ها را به عنوان اتفاقات تصادفی دسته‌بندی می‌کند، اما شایعه شده‌است که آن‌ها توسط ارواح صورت می‌گیرند. به همین دلیل، مدیر کونوهارا یاشیکی کازوئو از خاندان کوجو را استخدام می‌کند تا در نقش یک معلم وارد مدرسه شده و حوادث را بررسی کند.

## توسعه
شیبیتو مگایر به‌وسیله استودیو اکسپری‌ینس ساخته شده‌است و توسط موتویا اتاکا کارگردانی شده‌است. توسعه از طریق سرمایه‌گذاری جمعی در وب سایت کمپ‌فایر، از ۲۵ نوامبر ۲۰۱۹ با هدف ۱۵ میلیون ین ژاپن (تقریبا ۱۴۰۰۰۰ دلار آمریکا) سرمایه‌گذاری شروع شد. در تاریخ ۲۹ دسامبر، ۱۷ روز پیش از پایان مدت زمان کمپین، این کمپین به حد نصاب رسید و همچنین اهداف بیشتری هم، فراتر از هدف پایه‌اش را نیز مد نظر داشت که رسیدن تا ۳۰ میلیون ین بود و به تمام اهداف کمپین دست یافت.
این بازی در مقایسه با بازی‌های قبلی شکارچی روح دارای موضوع و مفهوم جدیدی است: این بازی در مقایسه با «تجربه ترس جدیدی» که بازی قبلی موفق به القای آن شد، احساس جدیدی از جستجو کردن و درماندگی را از طریق تغییر دیدگاه ارائه می‌دهد. در حالی که مانند بازی‌های قبلی شکارچی روح یک بازی ماجراجویی است، اما عناصر الهام گرفته از بازی‌های نقش آفرینی رومیزی را نیز در خود جای داده‌است، مانند اطلاعات شخصیت‌ها که براساس میزان موفقیت‌هایشان بر برخی از رویدادهای بازی تأثیر می‌گذارند.
شیبیتو مگایر و کمپین تأمین مالی جمعی آن توسط اکسپری‌ینس در سپتامبر ۲۰۱۹ از طریق کانال یوتیوب آن‌ها به همراه تعدادی از آثار هنری مفهومی معرفی شد. برنامه‌ریزی شده‌است که بازی توسط اکسپری‌ینس در ۱۵ سپتامبر ۲۰۲۲ در ژاپن برای نینتندو سوئیچ و پلی‌استیشن ۴ منتشر شود، پس از یک تأخیر در ۲۴ مارس برای بهبود کیفیت بازی نسخه پلی‌استیشن ویتا به دلیل عدم پشتیبانی سازنده آن از سیستم بازی، کنار گذاشته شد.

## یادداشت
1. ↑  Shinigami: Shibito Magire (ژاپنی: 死噛 シビト マギレ؟, "شینیگامی: Corpse Confusion"[۱])